# Kaltenbach (Engelskirchen)
Kaltenbach ist ein Ort in der Gemeinde Engelskirchen im Oberbergischen Kreis in Nordrhein-Westfalen in Deutschland.

## Lage und Beschreibung
Der Ort liegt rund drei Kilometer südöstlich von Engelskirchen zwischen der Bergkuppe Schimmelhau (357 m ü. NHN) und dem Aussichtspunkt Hohe Warte (360 m ü. NHN) und ist über die Anschlussstelle Engelskirchen der Autobahn Bundesautobahn 4 zu erreichen.

## Geschichte

### Erstnennung
1183/87 wurde der Ort das erste Mal urkundlich erwähnt und zwar „Erwähnung von Silberbergbau in Caldinbeche bei den Wundergeschichten des hl. Anno.“
Schreibweise der Erstnennung: Caldinbeche.
In Kaltenbach erlebte der Bergische Bergbau ab der Mitte des 19. Jahrhunderts die letzte Blüte, um dann aber mit Beginn des 20. Jahrhunderts langsam aufgegeben zu werden. In dieser Zeit wurde die Anlage Neumoresnet bei Engelskirchen Kaltenbach eröffnet, die zwischen 1826 und 1882 betrieben wurde.

## Freizeit

### Vereinswesen
- Schützen- und Bürgerverein Kaltenbach/Bellingroth 1925 e. V. „Die Schimmelhäuer“
- Reitsportverein Schwarzenberg e. V. 1969

## Bus und Bahnverbindungen

### Linienbus
Haltestelle: Kaltenbach
- 319 Ründeroth – Much – Wiehl – Drabenderhöhe (OVAG)